# Sernande
Sernande ist ein Ort und eine ehemalige Gemeinde (Freguesia) im portugiesischen Kreis Felgueiras. Die Gemeinde hatte 941 Einwohner (Stand 30. Juni 2011).
Am 29. September 2013 wurden die Gemeinden Sernande, Pedreira und Rande zur neuen Gemeinde União das Freguesias de Pedreira, Rande e Sernande zusammengeschlossen.